# Адміністративний устрій Новгород-Сіверського району
Адміністративний устрій Новгород-Сіверського району — адміністративно-територіальний поділ Новгород-Сіверського району Чернігівської області на 24 сільських рад, які об'єднують 84 населені пункти та підпорядковані Новгород-Сіверській районній раді. Адміністративний центр — місто обласного значення Новгород-Сіверський, яке до складу району не входить..

## Список радНовгород-Сіверського району
| №  | Назва                               | Центр                 | Населені пункти                                                                       | Площа км² | Місце за площею | Населення (2001), чол. | Місце за населенням | Розташування |
| -- | ----------------------------------- | --------------------- | ------------------------------------------------------------------------------------- | --------- | --------------- | ---------------------- | ------------------- | ------------ |
| 1  | Березовогатська сільська рада       | с. Березова Гать      | с. Березова Гать                                                                      | 28,64     | 25              | 187                    | 25                  |              |
| 2  | Биринська сільська рада             | с. Бирине             | с. Бирине с. Підгірне с. Прокопівка                                                   | 123,294   | 1               | 1161                   | 5                   |              |
| 3  | Блистівська сільська рада           | c. Блистова           | c. Блистова с. Лоска с. Слобідка                                                      | 90,822    | 7               | 1433                   | 3                   |              |
| 4  | Будо-Вороб'ївська сільська рада     | c. Буда-Вороб'ївська  | c. Буда-Вороб'ївська с. Красний Хутір                                                 | 48,628    | 19              | 547                    | 21                  |              |
| 5  | Бучківська сільська рада            | c. Бучки              | c. Бучки с. Великий Гай с. Вильчики с. Городище с. Ясна Поляна                        | 44,53     | 23              | 366                    | 24                  |              |
| 6  | Вороб'ївська сільська рада          | c. Вороб'ївка         | c. Вороб'ївка с. Внутрішній Бір с. Мовчанів с. Осове                                  | 66,067    | 11              | 705                    | 14                  |              |
| 7  | Грем'яцька сільська рада            | c. Грем'яч            | c. Грем'яч с. Богданове с. Гай с. Діброва с. Колос с. Мурав'ї с. Новоселівка          | 99,716    | 4               | 1782                   | 1                   |              |
| 8  | Дігтярівська сільська рада          | c. Дігтярівка         | c. Дігтярівка с. Гірки                                                                | 58,641    | 14              | 925                    | 8                   |              |
| 9  | Кам'янсько-Слобідська сільська рада | c. Кам'янська Слобода | c. Кам'янська Слобода с. Камінь                                                       | 71,61     | 10              | 686                    | 17                  |              |
| 10 | Троїцька сільська рада              | c. Троїцьке           | c. Троїцьке с. Стахорщина с. Форостовичі                                              | 98,787    | 5               | 1184                   | 4                   |              |
| 11 | Ковпинська сільська рада            | c. Ковпинка           | c. Ковпинка с. Будище с. Кремський Бугор с. Михайлівка с. Новеньке с. Пушкарі с. Роща | 90,583    | 8               | 944                    | 7                   |              |
| 12 | Команська сільська рада             | c. Комань             | c. Комань с. Араповичі с. Дробишів с. Чернацьке с. Чулатів                            | 52,456    | 17              | 810                    | 12                  |              |
| 13 | Кудлаївська сільська рада           | c. Кудлаївка          | c. Кудлаївка с. Гнатівка                                                              | 54,298    | 16              | 614                    | 19                  |              |
| 14 | Ларинівська сільська рада           | c. Ларинівка          | c. Ларинівка с. Бугринівка с. Солов'їв с. Фаївка                                      | 103,026   | 3               | 914                    | 9                   |              |
| 15 | Лісконогівська сільська рада        | c. Лісконоги          | c. Лісконоги с. Рогівка                                                               | 59,9      | 13              | 825                    | 10                  |              |
| 16 | Мамекинська сільська рада           | c. Мамекине           | c. Мамекине с. Киселівка с. Леньків с. Фурсове                                        | 54,363    | 15              | 695                    | 16                  |              |
| 17 | Михальчино-Слобідська сільська рада | c. Михальчина-Слобода | c. Михальчина-Слобода                                                                 | 45,948    | 22              | 399                    | 23                  |              |
| 18 | Об'єднанська сільська рада          | c. Об'єднане          | c. Об'єднане с. Студинка с. Ушівка                                                    | 46,146    | 21              | 788                    | 13                  |              |
| 19 | Орлівська сільська рада             | c. Орлівка            | c. Орлівка с. Сапожків Хутір с. Ломанка                                               | 122,669   | 2               | 1625                   | 2                   |              |
| 20 | Печенюгівська сільська рада         | c. Печенюги           | c. Печенюги с. Володимирівка с. Восточне с. Кузьминське с. Лизунівка                  | 91,578    | 6               | 1152                   | 6                   |              |
| 21 | Попівська сільська рада             | c. Попівка            | c. Попівка с. Муравейник                                                              | 48,084    | 20              | 585                    | 20                  |              |
| 22 | Смяцька сільська рада               | c. Смяч               | c. Смяч                                                                               | 50,37     | 18              | 491                    | 22                  |              |
| 23 | Чайкинська сільська рада            | c. Чайкине            | c. Чайкине с. Аршуки с. Карабани с. Полюшкине с. Ясне                                 | 64,37     | 12              | 662                    | 18                  |              |
| 24 | Шептаківська сільська рада          | c. Шептаки            | c. Шептаки с. Клевин с. Кролевець-Слобідка с. Узруй                                   | 77,6371   | 9               | 818                    | 11                  |              |

* Примітки: м. — місто, с-ще — селище, смт — селище міського типу, с. — село